# Street Fighter II: The World Warrior
Street Fighter II: The World Warrior (ストリートファイターII?, Sutorīto Faitā II) è un videogioco arcade picchiaduro del 1991, sviluppato e pubblicato da Capcom. Si tratta del secondo capitolo della famosa saga di videogiochi Street Fighter, iniziata nel 1987 con Street Fighter. Venne convertito per numerose piattaforme domestiche; le versioni per computer erano edite dalla U.S. Gold.
È considerato uno dei migliori videogiochi di tutti i tempi. È inoltre il videogioco Capcom più venduto.
La portata innovativa di Street Fighter II lo ha reso uno dei picchiaduro 2D più celebri in assoluto e tra quelli che più hanno ispirato i numerosi videogiochi simili venuti dopo, come testimoniano i premi di "First Fighting Game to Use Combos", "Most Cloned Fighting Game" e "Biggest-Selling Coin-Operated Fighting Game" assegnati dal libro Guinness World Records Gamer's Edition 2008.
Il gioco originale presenta otto personaggi selezionabili per scontrarsi con gli altri avversari, fino a raggiungere quattro boss finali.

## Trama
Gli eventi del gioco si svolgono nove anni dopo il primo Street Fighter e sette anni dopo la serie Alpha. Dopo aver consolidato il proprio potere all'interno della Shadaloo, il temibile generale M. Bison indice un torneo di arti marziali a livello mondiale: il World Warrior Tournament II, o Street Fighter Tournament II. Il suo scopo è quello di individuare e sconfiggere il lottatore più forte per poi possederne il corpo grazie allo Psycho Power e diventare così un "essere perfetto". Vengono invitati al torneo i lottatori più forti che hanno avuto modo di distinguersi agli occhi di Bison durante gli anni precedenti (durante la serie di giochi Alpha). Ogni partecipante ha un motivo ben preciso per parteciparvi:
- Ryu: partecipa al torneo per misurare le proprie capacità e continuare a migliorarsi. Inoltre ha saputo che vi partecipa anche Sagat ed è deciso a riaffrontarlo di nuovo.
- Ken: invitato da Ryu al torneo.
- Guile: dopo aver saputo che il torneo è organizzato dalla Shadaloo, vi partecipa per indagare sulla effettiva morte del suo amico e compagno d'armi Charlie Nash e nel caso vendicarlo affrontando Bison.
- Chun-Li: ufficialmente è un'inviata dell'Interpol per indagare le presunte attività criminali della Shadaloo. In realtà partecipa al torneo per vendicare l'omicidio del padre, ordito anni prima da Bison.
- Dhalsim: il villaggio indiano in cui vive è oppresso da una milizia privata di proprietà della Shadaloo. Dhalsim si iscrive al torneo per porre fine alla tirannia di Bison.
- Honda: lottatore di sumo che vede nel torneo un'occasione per rendere più nota la sua arte marziale.
- Zangief: wrestler sovietico inviato dalla sua nazione per indagare sulla vera natura della Shadaloo. Anche lui, come Honda, è comunque interessato più che altro alla fama e alla gloria, sua e della sua nazione.
- Blanka: uomo della giungla brasiliano. Bison è interessato a lui per via del suo potere di creare bio-elettricità.

A questi si aggiungono i "Quattro Re" della Shadaloo:
- Vega: guerriero spagnolo, discepolo di Geki. Narcisista estremo, combatte con una maschera per proteggere il viso.
- Balrog: pugile americano platealmente ispirato a Mike Tyson. Combatte solo per i soldi.
- Sagat: luogotenente di Bison. Benché non approvi i metodi del suo capo partecipa al torneo nella speranza di rincontrare Ryu.
- M. Bison: antagonista principale e capo della Shadaloo, usa il suo torneo come mezzo per trovare il lottatore migliore da cui assorbirne l'energia e diventare così più forte che mai.

## Edizioni
A differenza di molte altre serie di videogiochi fortunate, Street Fighter II non ha avuto un vero e proprio seguito per diversi anni, poiché la Capcom, desiderosa di sfruttare l'enorme successo della versione, decise di pubblicare solo degli aggiornamenti. Di seguito la lista delle versioni pubblicate:

### Street Fighter II: The World Warrior
Prima versione di Street Fighter II distribuita nel 1991 sulla scheda arcade CPS1. Al giocatore è consentito di scegliere tra otto personaggi con caratteristiche differenti, sono presenti anche quattro boss finali non utilizzabili, lo scopo è quello di sconfiggere tutti i lottatori presenti nella modalità per un solo giocatore, è presente una modalità in cui è possibile scontrarsi con un altro giocatore, che in Street Fighter II assume un valore importante.
Nella versione giapponese del gioco, dopo essere stati sconfitti, e durante il conto alla rovescia per poter continuare la partita con un nuovo credito, viene rivelata la combinazione di una delle mosse speciali del personaggio che il giocatore ha utilizzato.
Nell'originale giapponese il nome M. Bison è invece il nome del personaggio noto in Occidente come Balrog; essendo quest'ultimo un pugile afroamericano, il nome originale richiama la somiglianza con Mike Tyson, ma in Occidente si preferì evitare questo richiamo e ci fu un triplo scambio di nomi M. Bison-Balrog-Vega.

### Street Fighter II: Champion Edition
Seconda versione pubblicata nel 1992, presentata a video come Street Fighter II: Champion Edition (con un apice sul II), apporta le seguenti innovazioni:
- negli scontri in versus i due giocatori possono scegliere entrambi lo stesso personaggio, grazie all'introduzione di una seconda colorazione per ognuno di essi;
- è possibile scegliere i quattro boss finali;
- ogni livello ha subito dei cambiamenti per quanto riguarda i colori degli sfondi, che riflettono i vari momenti della giornata;
- sono state aggiunte nuove mosse per alcuni personaggi;
- i ritratti di Chun-Li e M. Bison sono stati ricolorati;
- qualche ritocco agli sprites dei personaggi;
- eliminazione dei simboli del fuurinkazan dallo stage di Ryu;
- ribilanciamento generale del gameplay che favorisce l'utilizzo di combo rispetto agli attacchi speciali.

### Street Fighter II Turbo: Hyper Fighting
Terza versione, presentata a video come Street Fighter II': Hyper Fighting (con un apice sul II), distribuita nel 1992 in risposta alla continua pubblicazione di hack non autorizzati. Il gioco stesso è un hack realizzato da James Goddard, programmatore di Capcom USA, che tentò di unire le caratteristiche degli hack al bilanciamento del Champion Edition. Le innovazioni introdotte sono le seguenti:
- il gameplay venne velocizzato per aumentare la frenesia del gioco;
- aggiunte nuove mosse speciali per i personaggi di Chun-Li, E. Honda, Blanka, Dhalsim e Zangief;
- Chun-Li, Ryu e Ken possono eseguire alcuni attacchi a mezz'aria;
- in occasione dei Giochi Olimpici venne inserito un podio alla fine del gioco in cui il personaggio utilizzato stava sul gradino più alto, M. Bison sul secondo e Sagat sul terzo. Nel caso in cui il gioco fosse completato con M. Bison o con Sagat, il terzo gradino del podio era occupato da Vega.

La conversione per Super Nintendo, uscita nel 1993, è intitolata Street Fighter II Turbo; quella per Mega Drive, sempre nel 1993, invece Street Fighter II': Special Champion Edition.
Per entrambe le console era possibile selezionare lo stile di gioco di Champion Edition oppure di Hyper Fighting.
Questa versione del gioco è presente nelle versioni americane ed europee del Nintendo Classic Mini: Super Nintendo Entertainment System.

### Super Street Fighter II- The New Challengers
Pubblicato nel 1993, Super Street Fighter II è il primo ad essere sviluppato su CPS2, un nuovo hardware più potente rispetto a quello su cui sono state sviluppate le precedenti versioni. Le innovazioni furono le seguenti:
- l'introduzione venne cambiata;
- furono introdotti quattro nuovi personaggi: Cammy, Fei Long, Thunder Hawk e Dee Jay;
- nuovi finali per Balrog, Vega, Sagat, M. Bison; modificato inoltre il finale di Chun-Li dove veniva consentito al giocatore di scegliere se farla continuare o meno ad essere un detective;
- le move list dei boss finali furono cambiate;
- la velocità venne ridotta;

ogni personaggio ha un doppiatore personale:
- ogni personaggio ha otto colori;
- vennero nuovamente cambiati i dettagli degli sfondi;
- la grafica fu migliorata per il nuovo hardware.

### Super Street Fighter II Turbo
Versione distribuita nel 1994 in cui vennero introdotte tutte le innovazioni escluse da Super Street Fighter II per ragioni di tempo. Le innovazioni introdotte furono:
- la barra super che una volta riempita consente l'esecuzione di mosse speciali;
- introduzione di un nuovo personaggio segreto: Akuma;
- potenziamento di molte mosse precedenti che adesso potevano colpire più volte consecutivamente;
- eliminazione dei bonus stage.

#### Super Street Fighter II Turbo: HD Remix
Nel 2008 viene distribuita per le piattaforme Digital Delivery XBox Live Arcade e PlayStation Network una nuova versione del gioco, con grafica HD in stile hand drawn (disegno artistico) creata da UDON Entertainment, e basata sul engine di Super Street Fighter II X for Matching Service del Dreamcast per gli scontri online.

### Hyper Street Fighter II
Versione celebrativa del quindicesimo anniversario di Street Fighter (2003, uscito nel 2004), permette di utilizzare tutte le versioni dei personaggi apparse negli anni. Nei mercati occidentali è stata pubblicata soltanto la versione per le console casalinghe.
Esistono diversi hack non autorizzati da Capcom dovuti alla facilità di pirateria sulle schede CPS1, problema che non esiste per le versioni CPS2, che sono più protette.

## Personaggi
Ogni personaggio di Street Fighter II è associato a una nazione.

### Personaggi originali
Tutti i personaggi sotto elencati fanno la loro prima apparizione in Street Fighter II, ad eccezione di Ryu, Ken e Sagat che erano presenti nel primo Street Fighter.
- Brasile: Blanka
- Cina: Chun-Li
- India: Dhalsim
- Giappone: E. Honda
- Stati Uniti: Guile
- Stati Uniti: Ken
- Giappone: Ryu
- Unione Sovietica: Zangief

#### I Quattro Re
Questi personaggi boss si affrontano solo dopo aver sconfitto gli altri personaggi del roster. Sono selezionabili dal giocatore dalla versione Champion Edition in poi, due di loro sono originali, tre hanno subito un cambiamento di nome dal passaggio alla versione occidentale del gioco. Il cambiamento è dovuto al timore della Capcom di poter subire un'azione legale dal pugile Mike Tyson. Inoltre, per un errore, la bandiera spagnola di Vega, viene erroneamente rappresentata come quella del regime franchista.
- Thailandia: Sagat - Già presente nel primo Street Fighter
- Stati Uniti: Balrog - Evoluzione di Mike dal primo Street Fighter, M. Bison nella versione giapponese
- Spagna: Vega - Balrog nella versione giapponese
- Thailandia: M. Bison - Vega nella versione giapponese

### Super Street Fighter II - The New Challengers
Vengono introdotti quattro nuovi Sfidanti(challengers): Dee Jay fu ideato da James Goddard di Capcom USA, gli altri da Capcom Japan.
- Regno Unito: Cammy
- Giamaica: Dee Jay
- Hong Kong: Fei Long
- Messico: T. Hawk

### Super Street Fighter II Turbo
È stato introdotto solo un nuovo personaggio segreto, selezionabile solo attraverso un codice.
- Giappone: Akuma (Gouki nella versione giapponese)
  - Shin Akuma (Shin Gouki nella versione giapponese): interviene come boss finale segreto arrivando allo scontro finale sotto i 25 minuti e senza l'uso dei continue. Si tratta di una versione più potente di Akuma, che secondo la storia dovrebbe rappresentarne il vero potere.

### Ultra Street Fighter II: The Final Challengers
Nuova versione del 2017 che canonizza i personaggi sotto elencati ma già apparsi in altre edizioni, qui per la prima volta nella serie principale, con grafica HD in stile hand drawn creata da UDON Entertainment e grafica classica 16Bit selezionabile. Attualmente in esclusiva per Nintendo Switch.
- Giappone: Evil Ryu
- Stati Uniti: Violent Ken

## Colonna sonora
Le musiche si devono a Isao Abe e Yōko Shimomura.

## Adattamenti
Da Street Fighter II è stato tratto un film animato nel 1994 in Giappone, Street Fighter II: The Animated Movie, e un film live-action, Street Fighter - Sfida finale, quest'ultimo con molte libertà rispetto alla storia originale.
Riprende la trama del film una serie animata di 26 puntate, Street Fighter, trasmessa esclusivamente per la televisione americana.
Sempre da Street Fighter II è tratto un anime di 29 puntate dal titolo Street Fighter II V.
Una serie di citazioni dei personaggi di Street Fighter II compaiono nel film di Hong Kong del 1993 City Hunter - Il film, in cui il protagonista Jackie Chan e gli altri attori interpretano i ruoli di Honda, Ken, Dhalsim, Guile e Chun Li (interpretata dallo stesso Jackie Chan).
Da uno dei seguiti di Street Fighter II sono tratti invece altri due anime dal titolo Street Fighter Alpha - The Movie e Street Fighter Alpha: Generations.
In Italia è uscita per la casa editrice Italycomics la serie a fumetti pubblicata in America da Udon.

## Versioni cancellate
La conversione per Amstrad CPC, sebbene annunciata e pubblicizzata insieme a quelle per Commodore 64 e ZX Spectrum, fu abbandonata in corso d’opera da Creative Materials (stesso sviluppatore responsabile delle versioni per C64, Amiga e Atari ST) e non fu mai distribuita.